# Louis Lewin
Louis Lewin (ur. 9 listopada 1850 w Tucholi, zm. 1 grudnia 1929 w Berlinie) – niemiecki lekarz, farmakolog i toksykolog.
Studia odbył na Uniwersytecie Berlińskim uzyskując w 1876 doktorat. W 1881 został przyjęty na wydział lekarski jako Privatdozent. W 1897 został profesorem Uniwersytetu w Berlinie, twórca klasyfikacji roślin i substancji psychoaktywnych, autor wielu publikacji naukowych. W jego klasyfikacji substancje psychoaktywne dzieliły się na:
- Inebriantia (substancje odurzające np. alkohol)
- Exitantia (substancje stymulujące np. amfetamina)
- Euphorica (substancje uspokajające np. heroina)
- Hypnotica (substancje nasenne)
- Phantastica (substancje halucynogenne np. meskalina)

W medycynie homeopatycznej roztwór meskaliny o potencji C30 nazywany został Anhalonium Lewinii, ponieważ Lewin jako pierwszy prowadził systematyczne badania naukowe nad pejotlem.
W berlińskiej dzielnicy Hellersdorf jego imieniem nazwano jedną z ulic i stację metra linii U5.